# Aplectoides trabalis
Aplectoides trabalis là một loài bướm đêm trong họ Noctuidae.